# Don't Look Under the Bed
Don't Look Under the Bed (bra: Meu Amigo Bicho-Papão) é um filme original do Disney Channel de 1999, dos gêneros terror e fantasia, dirigido por Kenneth Johnson.

## Sinopse
Considerada muito madura para sua idade, Frances começou a perceber coisas estranhas em sua cidade, mas ninguém lhe deu crédito, a não ser um amigo muito especial que a ajuda a investigar esses mistérios.

## Elenco
- Erin Chambers - Frances Bacon McCausland
- Jake Sakson - Darwin McCausland
- Eric "Ty" Hodges II - Larry Houdini
- Robin Riker - Karen McCausland
- Steve Valentine - Boogeyman
- Stephen Tobolowsky - Michael McCausland
- Rachel Kimsey - Zoe